# Songbird (personaggio)
Songbird è un personaggio dei fumetti statunitensi pubblicati dalla Marvel Comics. La sua prima apparizione è in Marvel Two-in-One n. 54 (maggio 1979). Durante la sua carriera è stata sia una supercriminale sia una supereroina.

## Biografia del personaggio

### Mimi Spaventia e le Grapplers
Melissa Gold era una fuggitiva che era scappata dal padre alcolista e dalla madre incarcerata. Per sopravvivere per le strade Melissa ha sviluppato un carattere duro e si riferiva a sé stessa come "Mimi". Dopo essere stata in carcere, ha incontrato Poundcakes, una lottatrice che l'ha invitata ad aderire alle Grapplers, con il nome di "Mimi Spaventia", insieme a Titania (Davida DeVito), Giunonia (Poundcakes) e Letha. Le Grapplers divennero famose per le loro personalità variegate e per le buffonate sul ring, ma la federazione del wrestling si rifiutava però di pagarle quanto le loro controparti maschili. Così il gruppo decise di guadagnare reddito complementare eseguendo un'operazione per l'occulta Roxxon Oil Company. Le Grapplers sono state fornite di particolari accessori per aiutarle nella loro missione; Mimi ha ricevuto un apparecchio che ha convertito la sua voce ad alta frequenza sonica dai vari effetti. Le Grapplers, hanno testato questi poteri lottando contro Thundra in un ring di wrestling. Durante la loro missione, Thundra le condusse al Progetto Pegasus per prendere il Proiettore Ennesimo per la Roxxon. La missione fallì quando furono sconfitte dai supereroi Quasar e Giant-Man. Le Grapplers sono state processate e incarcerate per i loro misfatti. Accanto alle Grapplers, ha perseguitato Dazzler mentre era in carcere con loro a Ryker's Island. Infine quando le Grapplers sono state rilasciate hanno scoperto che il wrestling femminile aveva perso il suo slancio senza di loro così hanno continuato a commettere crimini per provvedere al proprio sostentamento lavorando come criminali professioniste. Insieme alle Grapplers, Mimi ha tentato di attaccare La Cosa, mentre era in ospedale, e ha combattuto Capitan America. Successivamente, le Grapplers rivolsero la loro attenzione verso la divisione del Wrestling dedicata alle donne con super poteri Unlimited Class Wrestling Federation. Il loro manager, zia Freeze, decise di aumentare le loro capacità naturali dandole superpoteri artificiali creati dall'agenzia Power Broker Inc. Mentre le altre Grapplers avevano ricevuto forza sovrumana, Mimi aveva ricevuto, invece, dei miglioramenti all'interno delle corde vocali che ne amplificavano la potenza. Le nuove Grapplers hanno fatto un legittimo ritorno nella loro vecchia professione che si è dimostrato però di breve durata. Quando Titania, è stata assassinata dal vigilante Flagello, Mimi è stata tra i lottatori di sesso femminile dell'Unlimited Class Wrestling Federation, che ha partecipato a un attacco di massa alla Cosa, accusandolo per la morte di Titania (Davida DeVito). Infine dopo la morte di Letha, sempre per mano del vigilante Flagello, le Grapplers si sciolsero.

### I Signori del male e i Thunderbolts
Mimi è stata poi contattata dal Barone Helmut Zemo a iscriversi alla sua versione dei Signori del male. Il suo primo incarico è stato quello di aiutare Calabrone II ad evadere dalla prigione, ma Mimi è stata catturata nella successiva battaglia contro Wasp, il Cavaliere Nero (Dane Whitman) e il Paladino. In seguito, ha avuto un legame romantico e criminale con Angar l'urlatore dalle abilità simili alle sue, ad un certo punto i due combattono contro i Vendicatori Occhio di Falco e Mimo. La coppia si camuffa da Occhio di Falco e Mimo, ma vengono combattuti e sconfitti dall'Occhio di Falco e dalla Mimo originale. Mimi è stata anche vista tra le varie supereroine a bordo della nave da crociera di Superia, dove ha combattuto Capitan America e il Paladino. Angar, è stato ferito mortalmente da uno sparo durante un tentativo andato male di rapina, e dopo essere sfuggito morì tra le braccia di Mimi. Pazza di dolore, Mimì gridò, liberando la sua potenza. Subito dopo, è stata contattata dal Barone Zemo, un'altra volta, e lei ha accettato la sua offerta di far parte dei Signori del male. Inoltre Zemo insieme a Fixer attraverso degli impianti ad alta tecnologia ha potenziato i poteri sonici di Mimi conferendole una maggiore potenza. Con la recente trasformazione dei suoi poteri, Mimi ricomincia a farsi chiamare Melissa, e ha adottato l'identità di Songbird come membro dei Thunderbolts, un nuovo gruppo di Signori del male che si fingono supereroi, per conquistare la fiducia del mondo, mentre segretamente tramano di conquistare il mondo sotto la direzione del barone Zemo. Tuttavia, Melissa e la maggior parte degli altri Thunderbolts è maturata attraverso il suo ruolo eroico. In particolare, Melissa ha iniziato a crescere dentro di sé e ha sviluppato una relazione con il suo compagno di squadra Abner Jenkins, alias Mach-1, e Beetle. In definitiva, i Thunderbolts si ribellano contro Zemo, impedendo il suo tentativo di dominare il mondo e salvando anche i Vendicatori nel processo. Melissa ha continuato a far parte della squadra, che ha operato come un gruppo di supereroi fuorilegge.
Dopo la battaglia con Zemo, Songbird ha cominciato gradualmente a tornare ad avere il carattere duro che aveva quando si faceva chiamare Mimi, tanto è vero che rimproverava più volte Jenkins e ogni volta rifiutava da lui qualsiasi tipo d'aiuto, in netto contrasto con il suo precedente stato di dipendenza emotiva da lui. Quando scopre che l'amore e la preoccupazione che Jenkins prova nei suoi confronti sono rimasti inalterati nonostante il suo trattamento verso di lui, Songbird infine spiega che lei è destinata a perdere le cose e le persone a cui tiene, come ad esempio Angar e l'adulazione del pubblico di cui aveva goduto prima che i Thunderbolts fossero stati additati come furfanti, per evitare quindi di perdere ciò a cui tiene ha sviluppato un carattere duro e ha deciso di non preoccuparsi di niente e di nessuno perché potrebbe abbandonarla. Jenkins le ha assicurato che il lui non l'avrebbe mai abbandonata, e così i due ritornarono di nuovo insieme ed in armonia.
Quando il veterano e membro dei Vendicatori Occhio di Falco si è unito ai Thunderbolts come loro nuovo leader per aiutarli a riconquistare la fiducia del pubblico, ha insistito sul fatto che Mach-1 dovesse lasciare la squadra e, dato che era accusato di omicidio, avrebbe dovuto scontare la sua pena in prigione, per migliorare l'immagine del gruppo. Jenkins decisosi a malincuore, si separa da Melissa. La richiesta di Occhio di Falco è stata infelice per Melissa, perché ha spinto Jenkins ad allontanarsi da lei, dopo che le aveva promesso che non l'avrebbe mai lasciata. Quando Jenkins tornò qualche mese più tardi, adottò l'identità di Mach-2, e ha subito un intervento chirurgico che modifica l'aspetto, per nascondere la sua vera identità. Egli è stato improvvisamente trasformato in un uomo con l'aspetto da afroamericano, e Melissa è stata inizialmente disturbata dal cambiamento. Tuttavia Melissa ormai si è abituata a questo cambiamento, e il loro rapporto è sopravvissuto. Quando i Thunderbolts hanno scoperto e sventato una cospirazione da parte della CSA (Commissione per le Attività Superumane) per sterminare tutti i superumani, Occhio di Falco ricatta la CSA chiedendo il perdono totale per i Thunderbolts in cambio del loro silenzio, tuttavia l'agente della CSA Henry Peter Gyrich ha insistito sul fatto che la CSA avrebbe concesso il perdono ai Thunderbolts solo se Occhio di Falco fosse andato in prigione in quanto membro di un gruppo di supereroi fuorilegge. Occhio di Falco, nonostante le proteste dei suoi compagni di squadra, accetta e si consegna alla custodia federale. La maggior parte del resto dei Thunderbolts, compresi Mach-2 e Melissa, sono stati graziati e liberati. Tuttavia, come parte dei termini del loro accordo, gli è stato vietato l'uso di poteri sovrumani o identità in costume in pubblico. Melissa ha dato la sua attrezzatura a disposizione delle autorità e insieme a Jenkins ha iniziato una nuova vita civile nella città di Burton Canyon, Colorado come Abener Jenkins e Melissa Gold.
Purtroppo, la loro tranquilla vita è stata sconvolta quando il supercriminale Graviton ha lanciato il suo ultimo tentativo di conquista del mondo a Burton Canyon, imprigionando il mondo di supereroi e letteralmente riconfigurando il pianeta a sua propria immagine. Nonostante la loro riluttanza a rischio della loro ritrovata libertà, Mach-2 e Melissa hanno deciso di aderire al piano di Citizen V (che era in realtà il Barone Helmut Zemo camuffato da Citizen V), attaccando Graviton come parte di una nuova squadra di Thunderbolts, inoltre a Melissa è stato dato un nuovo potere fornito dal Battaglione V. Graviton è stato sconfitto e il mondo è stato salvato, ma Mach-3 e gli altri Thunderbolts scomparsi in un'implosione creata dal potere del morente Graviton, con l'eccezione di Songbird, che è apparsa come l'unica superstite. In realtà, Mach-3 e gli altri Thunderbolts che sono spariti sono sopravvissuti, ma sono stati bloccati su una Terra alternativa. Melissa ha avuto poco tempo per piangere, infatti subito dopo, fu attaccata da Scream, una canaglia creata dalla CSA, che si è rivelato essere Angar risorto come un'entità di puro suono. Ha aiutato le agenzie di intelligence S.H.I.E.L.D. a distruggere Scream e, distrutto l'apparecchio che le dava i poteri, ha mostrato apparentemente l'intenzione di ritirarsi dall'identità di Songbird.

### Alla ricerca di Occhio di Falco
Tuttavia, è stata dotata di nuove tecnologie dallo S.H.I.E.L.D., che ha assunto il suo aiuto per rintracciare Occhio di Falco, che ufficialmente è un latitante sfuggito, ma in realtà è in missione segreta per conto del comandante dello S.H.I.E.L.D. Dum Dum Dugan. Dopo aver investigato nella sua vecchia identità di Mimi, Songbird è stata riunita con Occhio di Falco, unendo le forze con lui e con Plantman per cercare la misteriosa eredità di Justin Hammer, a nome del S.H.I.E.L.D. Hanno scoperto che l'eredità biologica di Hammer è una tossina che era stata ingerita da ogni singolo supercriminale che aveva lavorato per lui e che uno dei cattivi, l'Uomo Pianta, è il vettore. Occhio di Falco, Songbird, e Plantman hanno così iniziato una nuova ricerca per evitare che Plantman rilasci la tossina. La ricerca si è conclusa con la figlia di Hammer, Justine, che si è rivelato essere Crimson Crowl, leader dei Signori del male. Occhio di Falco, convince così diversi membri dei Signori del male a schierarsi con lui e con Songbird contro Crimson Crowl e i suoi alleati. Infine il gruppo formando una nuova squadra di Thunderbolts, sconfisse Crimson Crowl e i suoi Signori del male, e Plantman riuscì a liberare un antidoto per la tossina in atmosfera.
Songbird è stata spesso la seconda in comando quando Occhio di Falco è stato il leader del gruppo. Hanno aiutato il vero Citizen V e il Battaglione V, la cui nave era stata alimentata da un motore ad energia aliena che ha iniziato la tecnologia di distorsione e minacciato di succhiare la Terra nel nulla di un buco bianco. Ai Thunderbolts fu chiesto di spostare una grande quantità di massa per tappare il buco. In tal modo, i Thunderbolts incontrarono i Thunderbolts del barone Zemo, che erano emersi dal nulla, dopo la rottura della nave aliena dalla presenza della Contro-Terra. Le due squadre hanno unito le proprie forze per collegare il vuoto e spostare la nave aliena dalla Terra, in modo simile al modo in cui il team di Zemo aveva fermato la minaccia sulla Contro-Terra. Il ricongiungimento tra Songbird e Jenkins è stato di breve durata. Dopo molte discussioni, Mach-3 viene imprigionato, e ancora una volta viene dato in custodia alla polizia. La maggior parte degli altri eroi e cattivi in costume ha scelto di aiutare la società, e Songbird ha deciso di rimanere con i Thunderbolts sotto la guida di Zemo, nonostante la sua richiesta che la loro missione era quella di cercare di governare il mondo per salvarlo.
Per gli ultimi sei mesi, pur mantenendo un occhio di riguardo Barone Zemo con l'aiuto di Atlante e Vantage, Melissa informava Abner Jenkins di cosa accadeva mentre lui era in carcere. Seguendo il progetto liberatore, nel corso della quale Moonstone è stata psichicamente danneggiata e Zemo è stato pesantemente sfregiato, i Thunderbolts si sciolgono di nuovo. I Vendicatori hanno offerto a Songbird di unirsi a loro come riserva, ma rifiuta, preferendo di non stare in un gruppo dove sente che nessuno si fida di lei e dove lei non sa di chi fidarsi.

### Nuovi Thunderbolts
Infine, riunita con il suo amante, Abner Jenkins riforma i Thunderbolts. Purtroppo, a seguito dell'arresto del Barone Strucker, Melissa si è sentita tradita da Jenkins per il fatto di aver trattato con l'HYDRA e ha deciso di sciogliere la squadra. Melissa tornata a scuola, cercando di capire la verità dietro Atlas e Genis-Vell, che ha catturato l'attenzione di Zebediah Killgrave (L'Uomo Porpora). Subisce un agguato da Killgrave al suo dormitorio, Melissa è stata salvata dallo Spadaccino (Andreas Von Strucker), che le disse che non vi è stato finora in vigore un complotto più grande per distruggere i Thunderbolts. Dopo la sconfitta dell'Uomo Porpora, Melissa ha accettato di tornare nella squadra, a condizione che ne sia la leader. Durante il suo mandato come capogruppo, ha indotto i Thunderbolts ad attaccare i Vendicatori ed è apparentemente entrata in una relazione romantica con il Barone Zemo appena ritornato. Questa si è rivelata essere un inganno, al fine di ottenere la sua vendetta contro Zemo per l'uccisione di Genis.

### Civil War
Durante Civil War, i Thunderbolts sono stati avvicinati da parte del governo per catturare i supercriminali e per riabilitarli. I Thunderbolts diventano una squadra di supereroi al servizio del governo assegnata alla caccia e alla cattura dei supereroi che si oppongono all'atto di registrazione. Melissa per la sua condotta troppo morale viene retrocessa e Norman Osborn diventa il direttore dei Thunderbolts, mentre Moonstone ottiene la posizione di leadership all'interno del gruppo che precedentemente aveva avuto Melissa. Melissa è chiaramente a disagio in questa situazione, ed è di nuovo sola nella squadra, per paura di essere reclusa. Tuttavia, quando la squadra, ancora una volta, fa un pasticcio sul posto di lavoro cercando di catturare Steel Spider e Moonstone è ferita, lei e l'Uomo Radioattivo decidono di affrontare la questione alla vecchia maniera, e decidono di agire temporaneamente come leader nel catturare Steel Spider. Melissa non si trova a suo agio all'interno della squadra, soprattutto con Bullseye, infatti la maggior parte di loro sono furfanti in cerca di redenzione, la nuova squadra di Thunderbolts sono in gran parte in lotta tra loro per il proprio beneficio personale.
Durante un crossover tra Vendicatori e Invasori, Melissa è stata gravemente ferita da Toro, quando questi, insieme agli Invasori, ha attaccato i Thunderbolts dopo aver assistito al tentativo di arresto dell'Uomo Ragno a Times Square, pensando che fossero nazisti. In modo abbastanza interessante Toro mostra una leggera attrazione verso Melissa, commentando, prima di iniziare il combattimento, che era "troppo carina per essere un nazista": difende le sue osservazioni su di lei anche dopo che Namor sostiene che il suo interesse per un nemico è disgustoso.

### Secret Invasion
Durante l'invasione segreta degli Skrull, Songbird si reca a Washington con gli altri Thunderbolts e viene attaccata da un Super Skrull che aveva sia il suo potere sia quello di Atlante e del resto dei Thunderbolts originali. I Thunderbolts Moonstone e Uomo Radioattivo la salvano trovando una carica energetica in grado di uccidere lo Skrull nel suo stato intangibile, che rimane appeso al Monumento a Washington.

### Dark Reign
All'inizio del Regno Oscuro, Norman Osborn ordina a Venom e a Bullseye di ucciderla, ma Songbird riesce a scappare con l'aiuto di Spadaccino. In seguito, i T-bolts cercano in tutti i modi di trovarla e ucciderla.

## Poteri e abilità
Come Mimi Spaventia, le corde vocali di Gold erano state potenziate e migliorate bionicamente, dai tecnici alle dipendenze della Roxxon. In quanto tale, ha la capacità di generare un “grido” ad alto tono sonico di grande volume e dagli effetti vari. È stata in grado di emettere un suono equivalente in decibel al rumore di un motore a reazione che passa a 5 centimetri da un orecchio. Ha una perfetta intonazione, la capacità di sentire nella sua mente la frequenza corretta per ogni nota musicale sulla scala. Ogni nota della scala che urla induce un effetto diverso a coloro che la sentono. C basso causa un basso livello di ansia e mancanza di respiro, D causa attacchi d'ansia e panico di alto livello, e provoca confusione e vertigini, F causa crampi allo stomaco e nausea, G causa gravi mal di testa e stanchezza, A causa cecità, B provoca euforia e l'eventuale stupore, e C alto provoca all'ascoltatore allucinazioni visive. Con la rapida oscillazione tra due note si possono combinare gli effetti. In aggiunta, inoltre può produrre alcuni effetti vocali, simili alla capacità di Angar l'urlatore, che le permettono di creare specifiche illusioni. Il suo sistema nervoso è immune al suo potere vocale. Al limite superiore del potere del suo grido, Mimi può arrecare danni fisici ad oggetti o a persone. Di fronte alla morte del suo amante, Angar l'urlatore, ha urlato per 43 minuti in un momento d'isteria, creando un enorme cratere e radendo al suolo tutta la zona circostante. Questo sfogo ha quasi distrutto le sue corde vocali, e l'ha resa più debole finché non ottenne la nuova tecnologia utilizzata per assumere il ruolo di Songbird.
Come Songbird, Melissa Gold utilizza una tecnologia derivata dal criminale Ulisse Klaw, che converte il suono in una forma di energia che ha forma e massa fisica malleabile, definita come "suono solido". All'inizio Melissa poteva creare tre semplici costruzioni di “suono solido”, anche se quando ha aumentato la sua esperienza ha imparato a creare forme sempre più varie e complesse. Melissa da forma e anima queste costruzioni mentali, che rimangono fino a quando vuole lei. Melissa può anche "volare", generando delle ali di “suono solido” attaccate al suo corpo; inizialmente, questi sono stati creati come vela per planare, che si estendevano da polsi a piedi, anche se più di recente, si sono trasformate in vere e proprie ali che partono dalla nuca fino alla fine del busto. Presumibilmente, Melissa anima per le ali o in qualche lembo genera una forza propulsiva con i suoi poteri, in quanto la sua velocità e manovrabilità nel volo fino ad oggi si estende ben al di là della semplice planata.
Songbird ha anche occasionalmente mostrato la capacità di influenzare gli altri tramite una frequenza sonica sub-vocale (al di sotto del livello della percezione umana dell'udito); questa è più forte di una "proposta" del subconscio ma più debole di un controllo mentale. Questo è evidentemente un effetto generato dai resti del suo originale potenziamento e miglioramento sonico, ma resta da vedere se i suoi poteri da "Mimi Spaventia" potranno mai tornare a pieno.
Come ex lottatrice, è ampiamente qualificata nel combattimento corpo a corpo utilizzando tecniche di lotta, ed è stata addestrata da Titania. Le sue abilità fisiche sono state potenziate con il processo speciale della “Power Broker”, anche se la sua forza non è stata aumentata a livelli sovrumani.

## Altre versioni

### Vendicatori per sempre
Songbird in un futuro alternativo, è uno dei personaggi in primo piano della serie limitata Vendicatori per sempre. In questo futuro alternativo Songbird è diventata un membro dei Vendicatori.

### Marvel Zombies
Songbird appare accanto ai Thunderbolts in Dead Days, one-shot della miniserie Marvel Zombies, mentre attacca prima Thor e poi Nova. Essa è rapidamente distrutta dalla Donna invisibile quando tenta di mordere Nova.

## Altri media

### Videogiochi
- Songbird è stata ufficialmente annunciata tra i nuovi personaggi giocabili in Marvel: La Grande Alleanza 2. Ha un attacco di fusione con Iron man in cui crea un prisma di “suono solido” in aria che poi Iron Man colpisce attraverso i suoi raggi repulsori facendo sì che il prisma rifranga i raggi colpendo una vasta area.
- Songbird è un personaggio giocabile nel videogioco Marvel Future Fight.
- Songbird è uno dei personaggi presenti nel pacchetto DLC dei Thunderbolts in LEGO Marvel's Avengers.